# Zeppelinturm (Bad Dürkheim)
Der Zeppelinturm ist eine Aussichtsplattform auf dem Gipfel des 342,1 m ü. NHN hohen Ebersbergs beim Ortsbezirk Seebach der Stadt Bad Dürkheim im rheinland-pfälzischen Landkreis Bad Dürkheim.

## Aussichtsplattform
Das etwa 5 m hohe Bauwerk ist weniger ein Aussichtsturm, sondern vielmehr eine über einen spiralförmigen, etwa 80 m langen und zugleich stufenlosen Aufgang erreichbare Aussichtsplattform, die wegen ihrer originellen Form in pfälzischem Dialekt Schneckenudel (Hochdeutsch Schneckennudel) genannt wird; sowohl Schneckenudel als auch Schneckennudel ist auch auf manchen Landkarten zu finden. Aufgang und Plattform, auf der zwei Sitzbänke stehen, sind durch Eisen-Geländer gesichert.

## Geschichte
Bereits 1854 wurde auf dem Berg ein Turm errichtet, der zur Erinnerung an den gewonnenen Krimkrieg (1853–1856) nach dem französischen Staatsmann und General Pélissier („Malakoff“; 1794–1864) Malakoffturm genannt wurde.
Am 4. August 1908, als Graf Ferdinand von Zeppelin (1838–1917) mit seinem Luftschiff LZ 4 auf einer Rundfahrt im Südwesten des Deutschen Reichs unterwegs war, wanderten zahlreiche Schaulustige zur Aussichtswarte, um den Zeppelin in der Ferne sehen zu können. Einen Tag später wurde das LZ 4 im Unglück von Echterdingen, bei dem es keine Opfer gab, vollständig zerstört. Um 1909 wurde das Bauwerk in Zeppelinturm umbenannt, um an die Zeppelinfahrt zu erinnern.
Nachdem Wind und Wetter dem Zeppelinturm zugesetzt hatten und 1971 ein Waldbrand weitere Schäden verursacht hatte, wurde er 1974 durch den Pfälzerwald-Verein (PWV; Ortsgruppe Seebach) saniert.

## Aussichtsmöglichkeit und Wandern
Vom Zeppelinturm fällt der Blick in die Oberrheinische Tiefebene, unter anderem mit Bad Dürkheim direkt im Nordosten bis Osten, Ludwigshafen am Rhein mit dem BASF-Gelände im Osten und Speyer mit dem Kaiserdom im Südosten. Außerdem schaut man auf angrenzende Berge des Pfälzerwaldes und in die umgebende Weinregion. Zu sehen sind im Norden auch der Bad Dürkheimer Bismarckturm und im Nordnordosten die nahe Klosterruine Limburg.
Momentan ist der Blick nach Norden und Osten durch die umliegenden Bäume eingeschränkt. Die Limburg ist durch eine Schneise sichtbar.
Zu erreichen ist der Zeppelinturm unter anderem auf dem Rundwanderweg Türme und Klöster (siehe hierzu Abschnitt Wandern des Ebersberg-Artikels).